# Massicus trilineatus
Massicus trilineatus là một loài bọ cánh cứng trong họ Cerambycidae.